# 첼시 노블
첼시 노블(Chelsea Noble, 1964년 12월 4일 ~ )은 미국의 배우이다.

## 출연 작품
- 레프트 비하인드 - 월드 앳 워 (2005)
- 레프트 비하인드 2 (2002)
- 레프트 비하인드 (2001)
- 유 럭키 독 (1998)
- 천국의 한 자락 (1991)
- 풀 하우스 (1987)
- 우리 생애 나날들 (1965)